# Carl Blaas

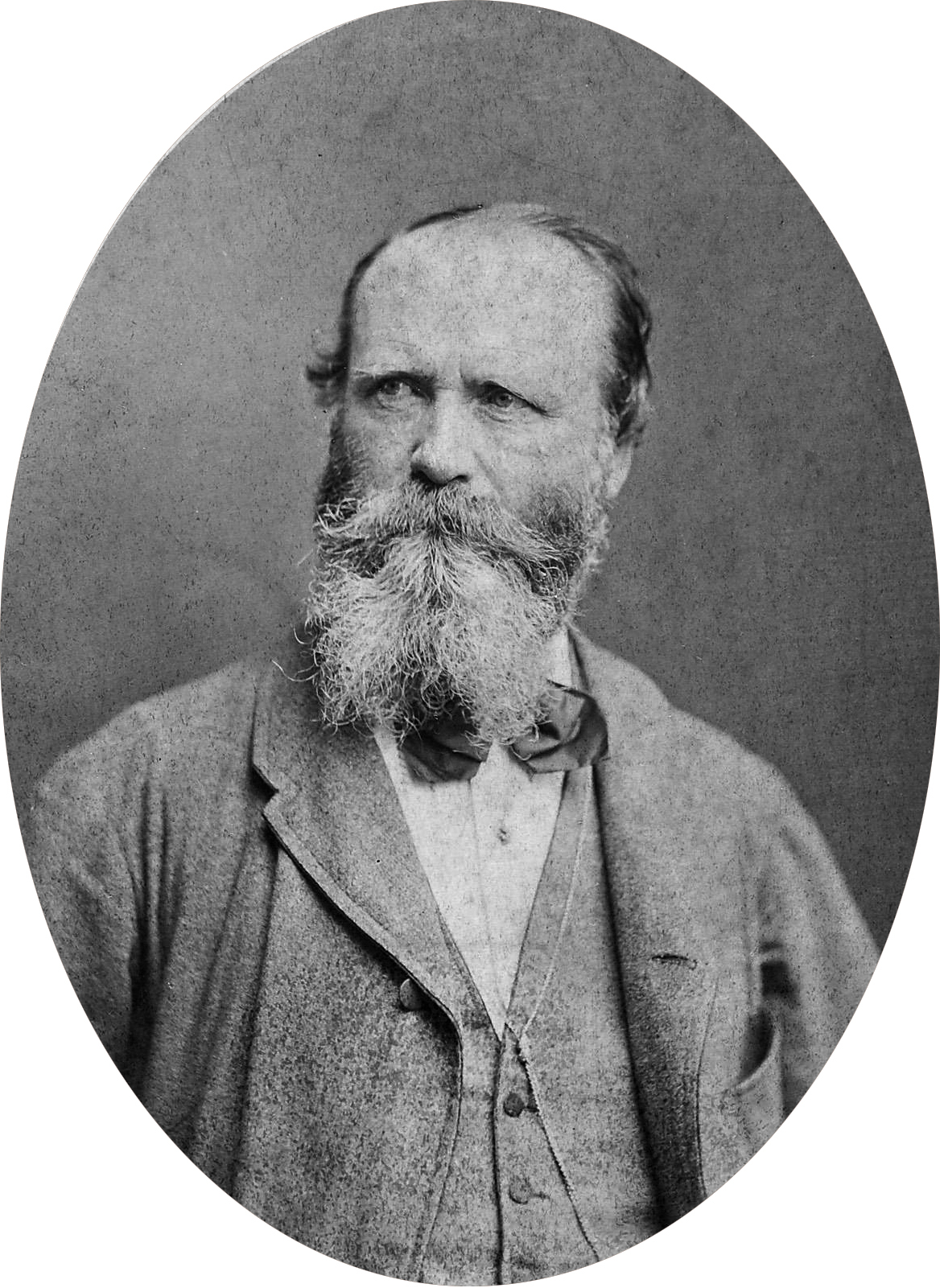

Carl (von) Blaas (Nauders, 28 april 1815 - Wenen, 19 maart 1894) was een Oostenrijks kunstschilder.
Hij werd geboren in Nauders in Tirol in een eenvoudig huishouden. Door de financiële steun van een oom kon hij toch schilderkunst studeren en hij werd een leerling van Lodovico Lipparini in de academie van Venetië. Als student won hij al verschillende prijzen. Hij werd vooral bekend voor zijn portretten en historische schilderijen in een classicistische stijl. Hij won de commissie om de drie grote hallen van het Heeresgeschichtliches Museum in het Arsenaal in Wenen te voorzien van muur- en plafondschilderingen. Tussen 1858 en 1871 creëerde Blaas voor het museum 41 fresco's die sleutelmomenten uit de militaire geschiedenis van de Habsburgers en Oostenrijk verbeelden, en ook vier fresco's die de deugden moed, zelfbeheersing, kracht en kunst uitbeelden.
- Gemeinsame Normdatei: 119038560
- International Standard Name Identifier: 0000 0000 6675 9010
- Library of Congress Control Number: nr88000025
- Nationale Bibliotheek van Tsjechië: js20020923001
- Nationale Bibliotheek van Polen: a0000003810608
- RKD-Nederlands Instituut voor Kunstgeschiedenis: 8724
- Union List of Artist Names: 500003906
- Virtual International Authority File: 25403968
- WorldCat: E39PBJhRCYCGtCBwxKHHHR8Hmd